# U-290 (tàu ngầm Đức)
U-290 là một tàu ngầm tấn công  Lớp Type VII thuộc phân lớp Type VIIC được Hải quân Đức Quốc Xã chế tạo trong Chiến tranh Thế giới thứ hai. Nhập biên chế năm 1943, nó chỉ thực hiện được ba chuyến tuần tra mà không đánh chìm được mục tiêu nào. Khi Thế Chiến II bước vào giai đoạn kết thúc, U-290 bị thủy thủ đoàn tự đánh đắm tại vịnh Flensburg vào ngày 5 tháng 5, 1945.

## Thiết kế và chế tạo

### Thiết kế

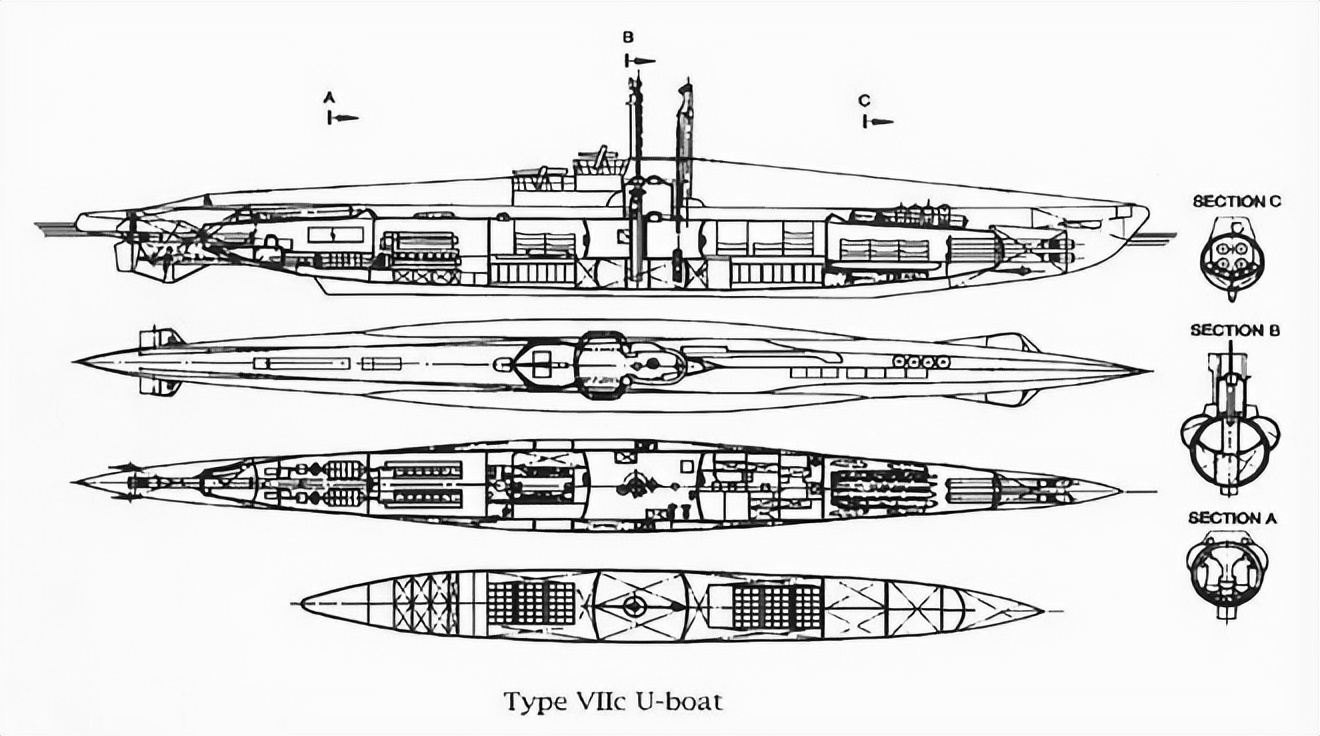
Sơ đồ các mặt cắt một tàu ngầm Type VIIC

Phân lớp VIIC của Tàu ngầm Type VII là một phiên bản VIIB được kéo dài thêm. Chúng có trọng lượng choán nước 769 t (757 tấn Anh) khi nổi và 871 t (857 tấn Anh) khi lặn). Con tàu có chiều dài chung 67,10 m (220 ft 2 in), lớp vỏ trong chịu áp lực dài 50,50 m (165 ft 8 in), mạn tàu rộng 6,20 m (20 ft 4 in), chiều cao 9,60 m (31 ft 6 in) và mớn nước 4,74 m (15 ft 7 in).
Chúng trang bị hai động cơ diesel Germaniawerft F46 siêu tăng áp 6-xy lanh 4 thì, tổng công suất 2.800–3.200 PS (2.100–2.400 kW; 2.800–3.200 bhp), dẫn động hai trục chân vịt đường kính 1,23 m (4,0 ft), cho phép đạt tốc độ tối đa 17,7 kn (32,8 km/h), và tầm hoạt động tối đa 8.500 nmi (15.700 km) khi đi tốc độ đường trường 10 kn (19 km/h). Khi đi ngầm dưới nước, chúng sử dụng hai động cơ/máy phát điện AEG GU 460/8–27 tổng công suất 750 PS (550 kW; 740 shp). Tốc độ tối đa khi lặn là 7,6 kn (14,1 km/h), và tầm hoạt động 80 nmi (150 km) ở tốc độ 4 kn (7,4 km/h). Con tàu có khả năng lặn sâu đến 230 m (750 ft).
Vũ khí trang bị có năm ống phóng ngư lôi 53,3 cm (21 in), bao gồm bốn ống trước mũi và một ống phía đuôi, và mang theo tổng cộng 14 quả ngư lôi, hoặc tối đa 22 quả thủy lôi TMA, hoặc 33 quả TMB. Tàu ngầm Type VIIC bố trí một hải pháo 8,8 cm SK C/35 cùng một pháo phòng không 2 cm (0,79 in) trên boong tàu. Thủy thủ đoàn bao gồm 4 sĩ quan và 40-56 thủy thủ.

### Chế tạo
U-290 được đặt hàng vào ngày 5 tháng 6, 1941, và được đặt lườn tại xưởng tàu của hãng Bremer-Vulkan-Vegesacker Werft ở Bremen vào ngày 12 tháng 10, 1942. Nó được hạ thủy vào ngày 16 tháng 6, 1943, và nhập biên chế cùng Hải quân Đức Quốc Xã vào ngày 24 tháng 7, 1943 dưới quyền chỉ huy của Hạm trưởng, Trung úy Hải quân Hartmut Strenger.

## Lịch sử hoạt động
Sau khi hoàn tất việc chạy thử máy và huấn luyện trong thành phần Chi hạm đội U-boat 8, U-290 được điều sang Chi hạm đội U-boat 6 từ ngày 1 tháng 5, 1944. Sau đó nó lần lượt được điều sang Chi hạm đội U-boat 11 trong tháng 8, trở lại Chi hạm đội U-boat 8 vào cuối tháng 8, và cuối cùng đến Chi hạm đội U-boat 4 vào giữa tháng 2, 1945.

### 1944

#### Chuyến tuần tra thứ nhất
U-290 chuyển căn cứ hoạt động từ Kiel đến cảng Egersund (về phía Đông Nam Stavanger), Na Uy trong tháng 5, 1944, trước khi xuất phát từ cảng này vào ngày 1 tháng 6 cho chuyến tuần tra đầu tiên trong chiến tranh. Nó hoạt động tại khu vực Bắc Hải về phía Tây Na Uy. Vào ngày 14 tháng 6, chiếc tàu ngầm nó bị một máy bay ném bom De Havilland Mosquito với đội bay người Na Uy thuộc Liên đội 333 Không quân Hoàng gia Anh tấn công, khiến tám thủy thủ bị thương. Nó kết thúc chuyến tuần tra và đi đến cảng Bergen, Na Uy vào ngày 16 tháng 6. Sau đó U-290 di chuyển qua lại giữa các căn cứ Bergen, Kristiansand, Kiel và Gotenhafen (nay là Gdynia, Ba Lan) trong tháng 7 và tháng 8.

#### Chuyến tuần tra thứ hai
U-290 thực hiện chuyến tuần tra tiếp theo từ ngày 7 tháng 9 đến ngày 5 tháng 11, 1944, khi xuất phát từ cảng Gotenhafen để hoạt động trong khu vực biển Baltic và cửa ngõ vịnh Phần Lan. Nó không đánh chìm được mục tiêu nào, và kết thúc chuyến tuần tra tại Danzig (nay là Gdańsk, Ba Lan). Chiếc tàu ngầm di chuyển đến cảng Libau về phía Tây Latvia vào cuối tháng 12.

### 1945

#### Chuyến tuần tra thứ ba
Xuất phát từ cảng Libau vào ngày 1 tháng 1, 1945 cho chuyến tuần tra cuối cùng trong chiến tranh, U-290 tiếp tục hoạt động trong khu vực vịnh Phần Lan ngoài khơi Tallinn, Estonia. Nó kết thúc chuyến tuần tra và quay trở về Kiel, Đức vào ngày 29 tháng 1. 

#### Số phận
Khi Thế Chiến II bước vào giai đoạn kết thúc, theo dự định của Chiến dịch Regenbogen, U-290 bị đánh đắm trong vịnh Flensburg vào ngày 5 tháng 5, 1945, để tránh bị lọt vào tay lực lượng Đồng Minh.